# Hiperszonikus áramlás
Az áramlástanban és aerodinamikában hiperszonikus áramlásról beszélünk, ha az áramló közeg (vagy a közegben haladó test) sebessége meghaladja az ötszörös hangsebességet.
A kifejezés az 1970-es évektől használatos.
A NASA űrsiklói hiperszonikus sebességgel haladtak, amikor beléptek a légkörbe, ami Mach 25-öt jelent. Az Apollo visszatérő egysége elérte a Mach 36 sebességet.

## Története
1933-ban Eugen Sänger német rakétaszakértő olyan hiperszonikus, személyzettel ellátott bombázó elképzelését vázolta fel, ami a bolygó átellenes pontjára is képes lett volna eljutni. A programot 1942-ben törölték.
1949-ben az amerikai hadsereg a V–2 német rakéta módosított verzióját lőtte ki White Sands Rakétakísérleti Telepről (Új-Mexikó). A rakéta elérte az 5600 km/h sebességet és a 160 km-es magasságot. A rakéta a légkörbe való visszatéréskor 8000 km/h sebességgel repült.

## A nagysebességű áramlási tartományok felosztása
Szó szerint a szubszonikus „hangsebesség alatti”, a szuperszonikus „hangsebesség feletti” mozgást jelent (a kifejezések latin eredetű szavakból állnak össze).
A transzszonikus tartományban, ami Mach 1 körül van, a szubszonikus tartományban bevált Navier–Stokes-egyenletek már nem használhatók, mert a helyi áramlási sebesség helyenként meghaladja a hangsebességet, már akkor is, amikor a test Mach 1-nél kisebb sebességgel repül. A hangsebesség körüli ingadozás az áramlás turbulenciájának következménye.
A szuperszonikus tartományban az áramlási közeg még nem lép kémiai reakcióba a benne áramló tárggyal és a hőátadás a repülő tárgy és a közeg között még elhanyagolható.
A táblázatban a különböző sebességtartományok szerepelnek, amikben az áramló közeg viselkedése megváltozik.
A NASA meghatározása szerint hiperszonikus az áramlás, ha sebessége Mach 10 és 25 közé esik; a légkörbe visszatérő egység sebessége pedig minden esetben nagyobb, mint Mach 25. Ebben a sebességtartományban működtek az amerikai űrsiklók, a szovjet Buran és több más, kísérleti repülőgép (valamint a légkörbe érkező meteoroidok).
Az átmenet folyamatos a kisebb, szuperszonikus sebesség és a hiperszonikus sebesség között, mégis van néhány fizikai jellemző, ami megkülönbözteti a két sebességtartományt: a lökéshullám viselkedése megváltozik; valódi gázok törvényei lépnek érvényre (disszociáció, ionizáció); az aerodinamikai együttható függetlenné válik a Mach-számtól.
| tartomány             | Mach      | mph         | km/h          | m/s       | a repülőgép jellemzői |
| --------------------- | --------- | ----------- | ------------- | --------- | --- |
| szubszonikus          | <0,8      | <610        | <980          | <270      | Jellemzően légcsavar által hajtott repülőgép. |
| transzszonikus        | 0,8-1,2   | 610-915     | 980-1470      | 270-410   | A transzszonikus repülőgépnek szinte mindig hátrahajló szárnya van és többnyire a Whitcomb-féle területszabályt alkalmazza |
| szuperszonikus        | 1,2-5,0   | 915-3840    | 1470-6150     | 410-1710  | Aerodinamikailag rendkívül eltérő repülőgépek léteznek erre a tartományra tervezve. A harci repülőgépek kompromisszumra kényszerülnek, mert kis sebességen is könnyen manőverezhetőnek kell lenniük. „Valódi” szuperszonikus repülőgépnek számít a F–104 Starfighter és a BAC/Aérospatiale Concorde.                                   |
| hiperszonikus         | 5,0-10,0  | 3840-7680   | 6150-12 300   | 1710-3415 | Hűtött nikkel-titán bevonat; nemlineáris viselkedés, kis szárnyak; lásd pl. Boeing X-51 |
| hiperszonikus fölötti | 10,0-25,0 | 7680-16 250 | 12 300-30 740 | 3415-8465 | A hőterhelés a tervezésnél elsődleges fontosságúvá válik. A szerkezetet úgy kell megtervezni, hogy vagy nagy hőmérsékleten működjön, vagy hatékony hővédelmet kell alkalmazni. A kémiailag aktív áramló közeg korróziót okoz a felületen. A hiperszonikus jármű gyakran tompa orral rendelkezik, hogy ezzel csökkentsék a hőterhelést. |
| visszatérési sebesség | >25,0     | >16 250     | >30 740       | >8465     | Elhasználódó hőpajzs vagy hőálló bevonat. A szárnyak kicsik vagy szinte nincsenek. Tömpe orr-rész. A légkörbe érkező meteoroidok is ide tartoznak. |

## Az áramlás jellemzői

### Az áramlási réteg vastagsága
Amikor egy test nagy sebességgel mozog a levegőben, a test körül áramlási réteg alakul ki. Ebben a rétegben a levegő áramlása a test felszínéhez közeledve egyre lassabb lesz. Szubszonikus sebességek esetén ennek a levegőrétegnek a vastagsága a sebességgel fordított arányban áll: minél nagyobb a sebesség, annál vékonyabb a levegőréteg. Az összefüggést az alábbi képlet adja meg:
{\displaystyle d\propto \!\ {\frac {x}{\sqrt {Re}}}}
ahol
d - az áramlási felület vastagsága
x - arányszám
Re - Reynolds-szám
Összenyomható áramlás esetén (vagy ha az áramlás nagy sebességű), a súrlódás következtében a levegő felhevül, és a testet körülvevő áramlási réteg vastagabb lesz, ahogy a sebesség növekszik. A vastagság növekedésének egyik oka, hogy a levegő viszkózussá válik, a másik ok, hogy sűrűsége csökken. Ezek eredményeként a Mach-szám négyzetével növekszik a felület vastagsága, amit az alábbi képlet ad meg:
{\displaystyle d\propto \!\ {\frac {M^{2}}{\sqrt {Re}}}}
ahol
d - az áramlási felület vastagsága
M - Mach-szám
Re - Reynolds-szám

### Magas hőmérsékletű áramlás
A nagy sebességű áramlás erős súrlódást kelt és ennek következtében hőáramlás és magas hőmérséklet jön létre. A testnek nagy mozgási energiája van, ennek egy részét az áramló levegő elszállítja a „viszkózus disszipáció” nevű folyamat során, másik része a testet melegíti, továbbá a levegő összetételében kémiai változások jönnek létre.
A legfontosabb változásokat az alábbi táblázat mutatja.
| hőmérséklet, K | kémiai változás                                                  |
| -------------- | ---------------------------------------------------------------- |
| 800            | molekulák rezgése                                                |
| 2000           | az oxigénmolekulák disszociálódnak                               |
| 4000           | a nitrogénmolekulák disszociálódnak, nitrogén-monoxid keletkezik |
| 9000           | az oxigén- és nitrogénatomok ionizálódnak                        |

A hőmérséklet növekedésével a levegő jellemzői megváltoznak, és a test kémiai reakcióba lép a körülötte áramló levegővel.

### Alacsony sűrűségű áramlás
Bár nem minden alacsony sűrűségű áramlás hiperszonikus, de a legtöbb hiperszonikus repülés alacsony sűrűségű közegben történik. A levegő nem tekinthető folytonos közegnek, mert alkotóelemei olyan nagy távolságra vannak egymástól, hogy egymástól függetlenül viselkednek. Ilyen körülmények között nem használhatók az Euler- és Navier-Stokes egyenletek. Ezek helyett az aerodinamikai tulajdonságokat a kinetikus elmélet alapján kell vizsgálni.
A legfontosabb különbségek az alacsony sűrűségű áramlás és a folytonos áramlás között az alábbiak:
- Mivel alacsony sűrűség esetén a súrlódás kicsi, ezért a test mellett elhaladó közeg sebessége nem lesz nulla a test felületén (a folytonos áramlás esetén ez a helyzet)
- Nem érvényes az a feltételezés, hogy a közeg hőmérséklete egyenlő lenne a test felszínének hőmérsékletével.

## A hiperszonikus sebességtartomány felosztása
Különböző hiperszonikus sebességeken bizonyos hatások jelentősebbé válnak, ezek alapján a tartomány részekre osztható.

### Ideális gáz
Ebben a tartományban a gáz ideálisnak tekinthető. A sebesség alsó értéke Mach=5 körül van (a torlósugár-hajtómű hatékonysága ez alatt lecsökken), felső értéke 10-12 Mach körül van.

### Két hőmérséklettel leírható ideális gáz
Az ideális gáz részének tekinthető. A gáz kémiailag ideális, de a forgási és rezgési hőmérsékleteket külön kell kezelni. (lásd Ekvipartíció-tétel)

### Disszociált gáz
Ebben a tartományban a két- és többatomos gázok disszociálódni kezdenek, amint a gázban haladó test által keltett lökéshullámmal kapcsolatba kerülnek. A test felszíne is szerepet játszik a folyamatban, így annak anyaga nem mellékes. A tartomány alsó határa ott van, amikor a gázkeverék valamelyik összetevője elkezd disszociálódni. A felső sebességérték az, amikor az ionizáció elkezdődik, és az hatással van az áramlásra.

### Ionizált gáz
Ebben a tartományban az ionizáció során leváló elektronok szerepe jelentőssé válik, az elektronok viselkedésével külön kell foglalkozni. Az elektronhőmérsékletet gyakran külön kezelik a gáz többi részének hőmérsékletétől. A gáz nem sugárzó plazmaként kezd viselkedni.

### Sugárzással jellemezhető tartomány
12 km/s sebesség fölött a hőáramlás a közegben haladó testre vonatkozóan átalakul „vezetés”-ről „sugárzás”-sá.
A közeget alkotó gáz kétféle módon írható le:
1. Optikailag átlátszó: a gáz nem nyeli el a gáz által sugárzott energiát
2. Optikailag nem átlátszó: a gáz által sugárzott energia külön energiaforrásként kezelendő

Az optikailag nem átlátszó gáz viselkedésének modellezése nagy számítási nehézségekbe ütközik.

## Alkalmazások
Jelenleg még nem állnak polgári alkalmazásban hiperszonikus sebességgel haladó légi járművek, de katonai kísérletek folynak ilyen irányban. Az ilyen repülőgép legalább Mach 6 sebességgel halad, 30 km-es magasságban. A Föld bármely két pontja között a leghosszabb utazási idő 3 óra lenne (feltéve, hogy a megfelelő leszállópálya rendelkezésre áll). A legnagyobb problémát a súrlódás miatt előálló nagy hőmérséklet jelenti. A hiperszonikus sebességgel való repülés előnye mérnöki szempontból az, hogy a repülőgépnek nem kell magával vinnie a hajtómű működtetéséhez szükséges oxigént, mivel az ekkora sebességnél rendelkezésre áll a légkörben.

## Elért repülési eredmények
- XB–70 Valkyrie: az 1950-es évek közepén az Amerikai Légierő szerette volna kiváltani a B–52 szubszonikus bombázót. Elképzeléseik szerint a Mach 3 csúcssebességgel, 30 km magasságban haladó gépet sem ellenséges vadászgépek, sem rakéták nem tudták volna megsemmisíteni. Bár az eredeti elképzelés a Mach 3-at csak csúcssebességként tűzte ki, az North American Aviation mérnökei által megvalósított prototípus ezzel a sebességgel tartósan tudott repülni, 12 000 km távolságra. Sőt, a gép megkövetelte a nagy sebességű haladást, mivel szubszonikus sebességen lecsökkent az elérhető hatótávolság. A programot költségvetési okokból törölték, de 2 db prototípus megépült, amit a NASA az 1960-as években tesztrepülésekre használt.
- 1961 áprilisában Jurij Gagarin szovjet űrhajós (az első ember az űrben) a kabinja visszatérésekor az első ember volt, aki hiperszonikus sebességgel haladt.
- Az amerikai kísérleti X–15 repülőgép már 1967-ben elérte a 6,7 Mach sebességet 100 km-es magasságban.[2] A harmadik kísérleti repülés több rekordot is felállított, de megsemmisült Michael J. Adams pilótával együtt 1967. november 15-én, ekkor a programot törölték.
- 1966-ban repült először az X–23, ami a légkörbe való visszatérés során manőverezést hajtott végre.
- Az 1980-as évek során a NASA egyfokozatú, hiperszonikus repülő megvalósításán dolgozott, amivel az űrsiklót lehetett volna kiváltani. A javasolt repülőgép (National Aerospace Plane - NASP) normál kifutópályáról szállt volna fel, majd amikor elegendő sebességet ér el, ramjet vagy scramjet hajtómű alkalmazásával legalább Mach 20 hiperszonikus sebességre gyorsul, és eléri az atmoszféra határát. Egy kisebb rakéta adná meg a végső lökést a keringési pálya eléréshez. A terv legvonzóbb része az, hogy az űrhajó az üzemanyag nagy részét nem kell, hogy magával vigye (ti. az oxigént), hanem azt a légkörből veszi magához. A terv a fejlődése során átalakult az X–30 kísérleti jármű tervévé. A projektet az 1990-es évek elején törölték a költségek növekedése miatt, továbbá, mert a honvédség nem támogatta a tervet.
- 1990-ben az X–38 legénysége folytatta az X-23 és X-24 gépekkel megkezdett kísérleteket. Az X–38 a Nemzetközi Űrállomásról való mentésre is alkalmas lett volna.
- Az orosz GELA cirkálórakétát 1995-ben mutatták be.
- Az amerikai kísérleti X–43 2001-ben repült először.
- Egyes kísérleti szélcsatornákban levegő helyett szén-dioxidot használnak, ezzel a szükséges sebesség 14%-kal kisebb.

## Szakirodalom
- Anderson, John. Hypersonic and High-Temperature Gas Dynamics Second Edition. AIAA Education Series (2006). ISBN 1-56347-780-7
- Cox, R.N. and Crabtrele, F.:  Elements of Hypersonic Aerodynamics  English Universities Press, 1965
- Hayesw, .D. and Prossteirn, F.:  Hypersonic Flow Theory, Academic Press, 1966, 2nd Edition
- Miller, Jay: The X-Planes: X-1 to X-29. Specialty Press, 1983
- Anderson, John D., Jr.: Hypersonic and High Temperature Gas Dynamics. NY: McGraw-Hill, 1989
- Anderson, John D., Jr.: Modern Compressible Flow: With Historical Perspective. NY: McGraw-Hill, 1990, pp. 472–509.
- Anderson, John D., Jr.: Introduction to Flight, 4th ed. Boston: McGraw-Hill, 2000, pp. 622–626 and 681-707.
- Bowcutt, Kevin G., Anderson, John D., Jr., Capriotti, Diego: Viscous Optimized Hypersonic Waveriders, AIAA Paper 87-0272, 1987
- Campbell, John M., Pape, Garry R.: North American XB-70 Valkyrie: A Photo Chronicle. Atglen, PA: Schiffer Military History, 1996
- Cockrell, Charles E.: Interpretation of Waverider Performance Data Using Computational Fluid Dynamics, AIAA Paper 93-2921, 1993
- Cockrell, Charles E., Huebner, Lawrence D.: Aerodynamic Characteristics of Two Waverider-Derived Hypersonic Cruise Configurations, NASA TP-3559, 1996
- Cockrell, Charles E., Huebner, Lawrence D, Finley, Dennis B.: Aerodynamic Performance and Flow-Field Characteristics of Two Waverider-Derived Hypersonic Cruise Configurations, AIAA Paper 95-0736, 1995
- Corda, Stephen, Anderson, John D., Jr.: Viscous Optimized Waveriders Designed from Axisymmetric Flow Fields, AIAA Paper 88-0369, 1988
- Douglass, Steve.: B-3 and Beyond, Popular Science, vol. 256, no. 2, February 2000, pp. 46–50.
- Dryden Research Aircraft Photo Gallery,  http://www.dfrc.nasa.gov/gallery/photo/
- Eggers, A. J., Jr., Syvertson, Clarence A.: Aircraft Configurations Developing High Lift-Drag Ratios at High Supersonic Speeds, NACA RM-A55L05, 1956
- Federation of American Scientists mystery aircraft site, https://web.archive.org/web/20120914232938/http://www.fas.org/irp/mystery/
- Hahne, David E.: Evaluation of the Low-Speed Stability and Control Characteristics of a Mach 5.5 Waverider Concept, NASA TM-4756, 1997
- Hallion, Richard P., ed.: The Hypersonic Revolution: Case Studies in the History of Hypersonic Technology, vol. 2: From Scramjet to the National Aero-Space Plane, 1964-1986. Bolling AFB: Air Force History and Museums Program, 1998
- Hill, Philip G., Peterson, Carl R.: Mechanics and Thermodynamics of Propulsion. Reading, MA: Addison-Wesley Publishing, 1992, pp. 538–540.
- Miele, Angelo: Theory of Optimum Aerodynamic Shapes; External Problems in the Aerodynamics of Supersonic, Hypersonic, and Free-Molecular Flows. NY: Academic Press, 1965
- Miller, Rolf W., Argrow, Brian M., Center, Kenneth B., Brauckmann, Gregory J., Rhode, Matthew N.: Experimental Verification of the Osculating Cones Method for Two Waverider Forebodies at Mach 4 and 6, AIAA Paper 98-0682, 1998
- NASA Hyper-X fact sheet
- Oates, Gordon C.: Aerothermodynamics of Gas Turbine and Rocket Propulsion. Washington DC: American Institute of Aeronautics and Astronautics, 1988, pp. 140–158.
- Pegg, Robert J., Cockrell, Charles E., Hahne, David E.: Low-Speed Wind Tunnel Tests of Two Waverider Configuration Models, AIAA Paper 95-6093, 1995
- Rees, Ed.: The Manned Missile: The Story of the B-70. NY: Duell, Sloan, and Pearce, 1960
- Sabean, John W., Lewis, Mark J.: Performance of a Power Law Star Body, AIAA Paper 98-1617, 1998
- Schweikart, Larry: The Hypersonic Revolution: Case Studies in the History of Hypersonic Technology, vol. 3: The Quest for the Orbital Jet, the National Aero-Space Plane Program, 1983-1995. Bolling AFB: Air Force History and Museums Program, 1998
- Siuru, Bill, Busick, John D.: Future Flight: The Next Generation of Aircraft Technology, 2nd ed. Blue Ridge Summit, PA: TAB Books, 1994, pp. 60–65.
- STAAR Research -- A Historical Overview of Waverider Evolution,  https://web.archive.org/web/20100709051126/http://www.gbnet.net/orgs/staar/wavehist.html
- Starkey, Ryan P. Lewis, Mark J.: A Simple Analytical Model for Parametric Studies of Hypersonic Waveriders, AIAA Paper 98-1616, 1998
- Tirpak, John A.: Mission to Mach 5, Air Force Magazine, vol. 82, no. 1, January 1999